# Lygropia simplalis
Lygropia simplalis là một loài bướm đêm trong họ Crambidae.